# مستعربون

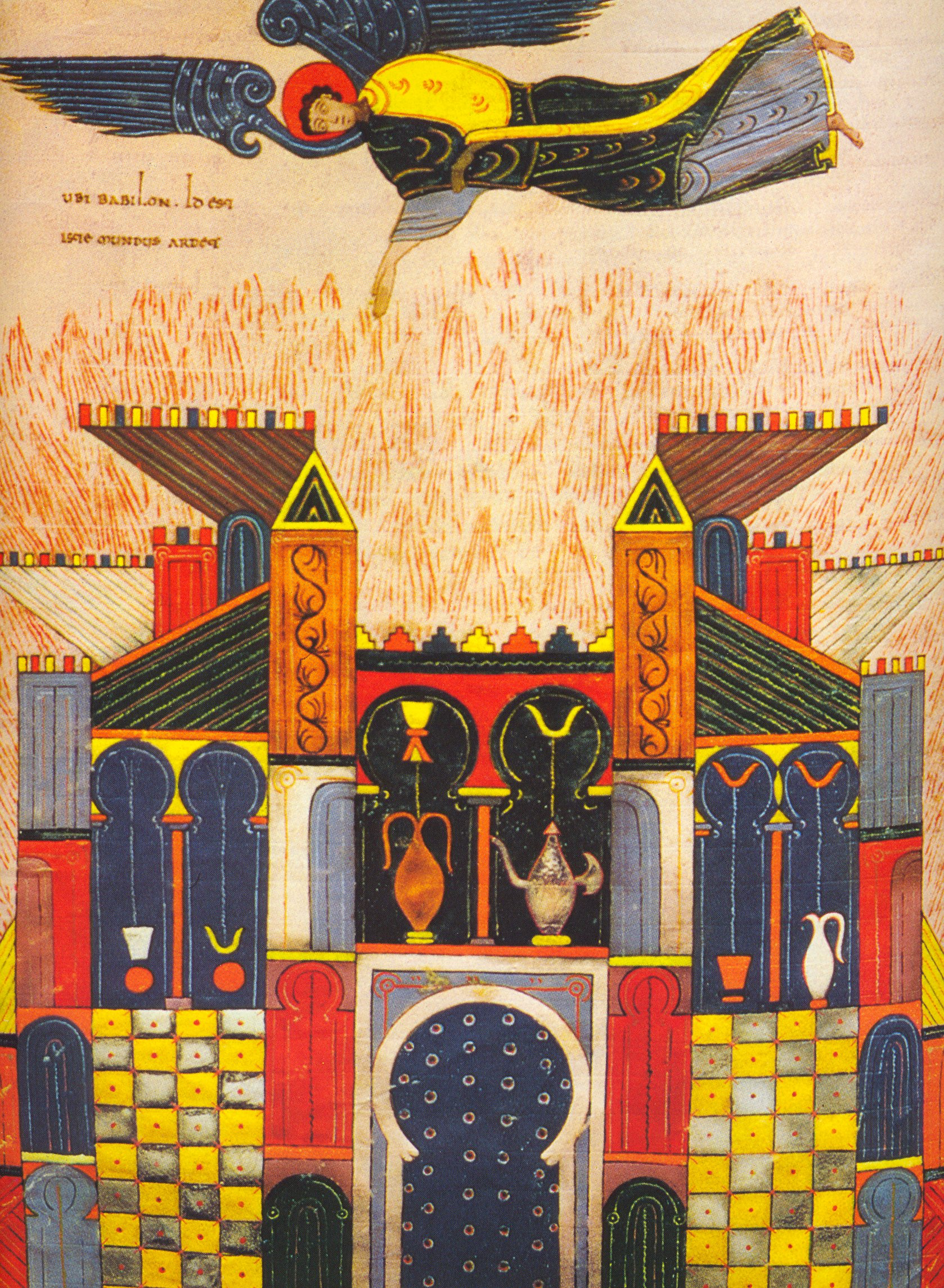
مخطوطة مستعربة؛ حيث احتوت فنون المستعربين على عناصر مسيحية غربية وإسلامية.

المستعربون (بالإسبانية: mozárabes) هم المسيحيون الذين عاصروا وسكنوا تحت الحكم الإسلامي في الأندلس. أطلق عليهم المستعربون لكونهم تبنوا تقاليد العرب ولغتهم واهتموا بالحرف العربي وكانوا يجيدون الشعر والنثر العربي وينظمون القصائد ويتفاخرون بإتقانهم للغة العربية وخلال الحكم الأموي كله اعتمد عليهم الأمويون في إدارة شؤون البلاد الاقتصادية وتنظيم الدولة والعلوم وقد برز المسيحيون في العلوم والطب والفلك. أما عوامهم فقد امتهنوا الزراعة وتربية الماشية والصيد. وقد تأثروا بالأندلسيين حتى أنهم تكلموا لغة منطوقة مزجت بين اللغة العربية واللاتينية القديمة، والتي ظلت تستخدم كلغة منطوقة حتى القرن الرابع عشر.
وكان ينتمي غالبيتهم إلى الكنيسة الرومانية الكاثوليكية وإلى الطقس القوطي أو الموزورابي.
غالبية المستعربين كانوا من أحفاد الإسبان من القوط واللاتين المسيحيين وكانت اللغة الشائعة والأم في المقام الأول تحت الحكم الإسلامي اللغة العربية وكانوا يتكلمون إلى جانبها اللغة المستعربة وهي لغة رومانسية أيبيرية ممزوجة بالعربية الأندلسية. كما كان جزء من المستعربين والذين أطلق عليهم المستعرب ميكيل دي ابلازا تسميه "المستعربين الجدد"، كانوا أحفاد الوندال الذين جاؤوا إلى شبه الجزيرة الإيبيرية فاندمجوا في العادات الأندلسية، وبالتالي أصبحوا جزء من مجتمع المستعربين.
وصل عدد كبير من النصارى إلى مكانة اجتماعية مرموقة؛ وأصحاب نفوذ وجاه، وحظوا برعاية الدولة خاصة في عهد علي بن يوسف، حتى إن إحدى الوثائق المسيحية أكدت أن تعلُّقه بالنصارى فاق تعلُّقه برعيَّته، وأنه أنعم عليهم بالذهب والفضة وأسكنهم القصور. وشارك النصارى المسلمين في استغلال المرافق الاجتماعية حيث سمح لهم باستقاء المياه مع المسلمين من بئر واحدة، ونظرا للتسامح الديني معهم سمح للنصارى بالخروج مع المسلمين في صلاة الاستسقاء. وحرص الأمراء المرابطين على حفظ الحقوق الاجتماعية للنصارى والضرب على أيدي كل من حاول المس بهم.

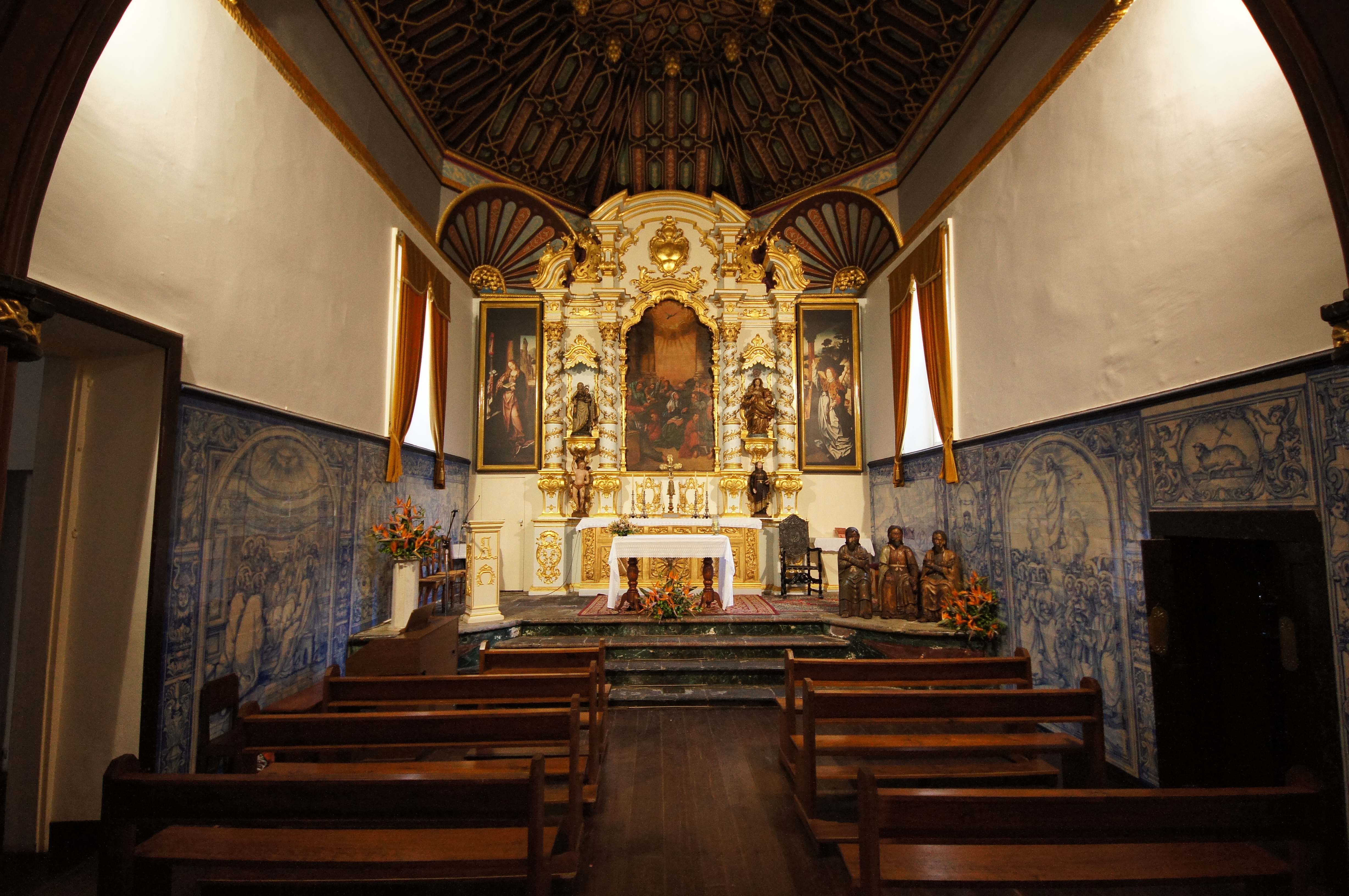
كنيسة في إشبيلية مبنية بأسلوب المستعربين.

بعض العرب والبربر والموريون من المسلمين اعتنقوا الديانة المسيحية، وكانت لغتهم الأم اللغة العربية، ولعل أشهر مسلم متنصر عمر بن حفصون. فشكّلوا أيضا جزءًا من المستعربين. المستعربون المسيحيون الذين كانوا من أصول أو خلفية إسلامية كان قسم كبير منهم من المولدين الذين اعتنقوا المسيحية خلال الحكم الإسلامي خاصة في القرن 11، وهم يختلفون عن المدجنين والمورسكيين أو المسيحيين الجدد الذين اعتنقوا المسيحية بعد حروب الاسترداد، كما اعتنق بعض اليهود السفارديون الديانة المسيحية، لذلك اعتبروا أيضاً جزء من ملّة أو مجتمع المستعربين.
لقد تمتع المسيحيون واليهود، بمعاملة خاصة مكنتهم من حرية الدين والمعتقد، حتى أن قضاياهم كان لهم حق الفصل بها بموافقة من السلطة الإسلامية العليا. فكان يسمح بتطبيق شرائعهم على يد قضاتهم الذين كانوا يعرفون بقضاة النصارى أو قضاة العجم، وتحت مسؤولية رئيس طائفتهم الذي كان يحمل لقب "القومس"، أما الخلافات التي كانت تقع بينهم وبين المسلمين، فكانت تعرض على القضاء الإسلامي، فكثرت كنائسهم في كل الأندلس ما بين القرن الثامن والثاني عشر، سواء في المدن الكبرى أو الصغرى. ومن أشهر هذه كنائسهم أيام الخلافة، الكنيسة العظمى بـقرطبة، ومن أشهر الأديرة الواقعة في أطراف المدينة دير ارملاط، ولم تهدم الكنائس في الأندلس، إلا في حالات خاصة كأن تكون الكنيسة معقلا للثورة على السلطة، كهدم بعض الكنائس خلال ثورة ابن حفصون. كما كانت الأناجيل أيضًا شائعة يطالعها المسيحي وغير المسيحي، وقد أفاد منها ابن حزم في كتابه "الفصل في الملل والأهواء والنحل"، حيث ذكر أنه كان يصاحب رجال الكنيسة ويجادلهم.
سكن المسيحيون المتسعربون في كافة أنحاء الأندلس، إلا أن أبرز مدن إقامتهم كانت في طليطلة، قرطبة، سرقسطة وإشبيلية.

## وصلات خارجية
- المستعربون في عصر ملوك الطوائف بالأندلس (403 ـ 486 هـ/ 1012 ـ 1093 م)